# Тюляпкін Михайло Сергійович
Михайло Сергійович Тюляпкін (рос. Михаил Сергеевич Тюляпкин; 4 травня 1984, м. Горький, СРСР) — російський хокеїст, захисник. Виступає за «Атлант» (Митищі) у Континентальній хокейній лізі. 
Вихованець хокейної школи «Торпедо» (Нижній Новгород). Виступав за «Торпедо» (Нижній Новгород), «Металург» (Новокузнецьк), «Ак Барс» (Казань), «Югра» (Ханти-Мансійськ).
У чемпіонатах КХЛ — 252 матчі (8+35), у плей-оф — 19 матчів (1+2).
У складі молодіжної збірної Росії учасник чемпіонату світу 2004.
Досягнення
- Срібний призер чемпіонату Росії (2007, 2008);
- Чемпіон Росії у Вищій лізі (2003);
- Володар Континентального кубка (2008).